# Klumpy
Klumpy (końskie buty) – rodzaj drewnianych butów dla koni używanych w przeszłości w niektórych regionach. Klumpy zakładało się na końskie kopyta, w celu zwiększenia ich powierzchni oparcia. Ułatwiało to zwierzętom poruszanie się po grząskim torfowym gruncie. Pozwalały uprawiać grząskie pola, charakterystyczne dla obszaru Pomorza (moczary, łąki – szczególnie w okolicach Kluk). 
Klumpy wydłubywano na miarę w kawałkach drewna i zaopatrywano w skórzane troki ułatwiające mocowanie ich na kopytach. Mocowano je na wszystkich czterech kopytach lub tylko na dwóch tylnych. Egzemplarze klumpów można oglądać w Muzeum Wsi Słowińskiej w Klukach na Wybrzeżu Słowińskim.
Używane były jeszcze w latach pięćdziesiątych XX wieku. Końskie buty wyszły z użycia po zmeliorowaniu łąk.